# 八田川 (南丹市)
八田川（はったがわ）は、京都府南丹市園部町南八田を流れる淀川四次支流の一級河川である。

## 地理
園部町南八田南部の山地・細谷を源流に発し北流、南八田の篠山街道沿いにある集落群を抜けると両岸に桜並木があり、国道372号をくぐり京都府道453号大河内口八田線に沿ってさらに北流、園部町宍人（ししうど）に入ってすぐの流田で本梅川左岸に流入する。一級河川の起点は南八田大河内入会馬道・埴生殿谷入会細谷となっている。

## 流域の村
南丹市
- 園部町
  - 西本梅地域
    - 南八田
    - 埴生

  - 摩気地域
    - 宍人

## 主な支流
- 芋掘谷川（いもほりたにがわ）
- 西埴生川（にしはぶがわ）

## 主な橋梁
- 八田橋（南丹市道南大谷南八田線、篠山街道）
- 南八田橋（国道372号）
- 八田川橋（京都府道452号長谷八木線）

## 流域にあるため池
- 西ノ池[2]

総貯水量2,200m3
堤高 4.6m
堤長28.0m
- 東ノ池[2]

総貯水量2,800m3
堤高 4.8m
堤長34.0m
- 芋堀ノ池[2]

総貯水量85,000m3
堤高 17.0m
堤長55.0m

## 流域にある水道施設
上水道施設
- 南丹市園部本梅水道施設 – 南八田ノ田

下水道施設（特定環境保全公共下水道）
- 南丹市園部西本梅浄化センター – 南丹市園部町埴生三反田。放流先は本梅川。

## 流域にある主な施設
- 幸福会ヤマギシ会ヤマギシズム船南実顕地（2023年に撤退） – 南八田ノ田
- あけぼの学園るりけい寮 – 南八田ノ田[3]
- 南丹市園部南八田診療所 – 南丹市園部町南八田縄手[4]
- 南丹警察署西本梅駐在所 – 南八田神垣内[3]
- あかまつの丘西本梅（旧西本梅小学校） – 南八田中山
- 南八田公民館・南八田区広場 – 南八田土林

## 流域にある社寺
- 御霊神社 – 南八田土林
- 曹源寺 – 南八田神垣内

## 流域にある史跡
- 南八田城[6]